# Lauren Rowles
Lauren Rachel Catherine Rowles, OBE (* 24. April 1998 in Bromsgrove) ist eine britische Ruderin. Sie ist dreifache Siegerin bei den Paralympics und zweifache Weltmeisterin.

## Karriere
Lauren Rowles erkrankte im Alter von 13 Jahren an Transverser Myelitis und sitzt seither im Rollstuhl. Als Sportlerin begann sie 2012 im Rennrollstuhl und belegte bei den Commonwealth Games 2014 den neunten Platz über 1500 Meter. 2015 wechselte sie zum Pararudern. Nur fünf Monate später gewann sie bei den Weltmeisterschaften in Frankreich zusammen mit Laurence Whiteley die Silbermedaille im PR2-Mix-Doppelzweier, der damals noch TA-Mix-Doppelzweier hieß. Die beiden erreichten die Ziellinie eine halbe Sekunde hinter dem australischen Doppelzweier mit Gavin Bellis und Kathryn Ross. Im Jahr darauf bei den Paralympics 2016 in Rio de Janeiro siegten Rowles und Whiteley mit drei Sekunden Vorsprung vor dem chinesischen Boot. Beide wurden für ihren Sieg als Member in den Order of the British Empire aufgenommen. 2025 folgte für Rowles für ihre Verdienste um den Rudersport die Ernennung zum Officer des Order of the British Empire.
Danach nahm Rowles erst 2019 wieder an den Weltmeisterschaften in Linz/Ottensheim teil. Rowles und Whiteley erruderten den Titel mit drei Sekunden Vorsprung auf das niederländische Boot. Im April 2021 bei den Europameisterschaften in Varese siegten Rowles und Whiteley mit neun Sekunden Vorsprung vor dem Boot aus den Niederlanden. Bei den wegen der COVID-19-Pandemie erst 2021 ausgetragenen Paralympics in Tokio hatten die beiden Briten fast fünf Sekunden Vorsprung auf die Niederländer.
2023 bildete Lauren Rowles einen PR2-Mix-Doppelzweier mit Gregg Stevenson. Die beiden gewannen bei den Europameisterschaften in Bled deutlich vor den Niederländern und bei den Weltmeisterschaften in Belgrad knapp vor dem Boot aus der Volksrepublik China. 2024 bei den Europameisterschaften in Szeged siegte das britische Boot mit 13 Sekunden Vorsprung vor dem deutschen Doppelzweier. In Paris bei den Paralympics 2024 gewann die britische Crew mit zweieinhalb Sekunden Vorsprung vor dem Boot aus China.
Lauren Rowles lebt zusammen mit der Rollstuhl-Basketballerin Judith Hamer und engagiert sich als Sprecherin der LGBT-Bewegung.